# هايدن ستيفنسون
هايدن ستيفنسون (بالإنجليزية: Hayden Stevenson)‏ هو ممثل أمريكي، ولد في 2 يوليو 1877 بجورجتاون في الولايات المتحدة، وتوفي في 31 يناير 1952 بلوس أنجلوس في الولايات المتحدة.

## وصلات خارجية
- هايدن ستيفنسون على موقع IMDb (الإنجليزية)
- هايدن ستيفنسون على موقع قاعدة بيانات الفيلم (الإنجليزية)